# Agua Blanca (khu tự quản)
Agua Blanca là một khu tự quản thuộc bang Portuguesa, Venezuela. Thủ phủ của khu tự quản Agua Blanca đóng tại Agua Blanca. Khự tự quản Agua Blanca có diện tích 199 km2, dân số theo điều tra dân số ngày 21 tháng 10 năm 2001 là 17092 người.